# Ильинка (Тюменская область)
Ильинка — село в Казанском районе Тюменской области России. Административный центр Ильинского сельского поселения.
Население 1592 человек (2010), преимущественно русские. Малая родина трёх Героев Советского Союза.

## География
Село находится на юге области, в пределах юго-западной части Западно-Сибирской низменности, в подзоне южной лесостепи, на левом берегу реки Ишим, к востоку от автодороги 71А-1109, на расстоянии примерно 19 километров (по прямой) к юго-востоку от села Казанского, административного центра района.
Абсолютная высота — 89 метров над уровнем моря.
Отметка нуля водомерного поста реки Ишим в Ильинке — 79,06 м (над уровнем моря).

### Климат
Климат континентальный с холодной продолжительной зимой и тёплым относительно коротким летом. Средняя температура воздуха самого холодного месяца (января) — −18 °C (абсолютный минимум — −45 °C). В летние месяцы температура может повышаться до 40 °C. Безморозный период длится в среднем 115—125 дней. Среднегодовое количество атмосферных осадков составляет 350 мм, из которых большая часть выпадает в тёплый период.

## Население
| 2010 |
| ---- |
| 1592 |

### Половой состав
По данным Всероссийской переписи населения 2010 года в половой структуре населения мужчины составляли 47,6 %, женщины — соответственно 52,4 %.

### Национальный состав
Согласно результатам переписи 2002 года, в национальной структуре населения русские составляли 89 % из 1568 чел.

## Выдающиеся жители, уроженцы
- Королёв, Виталий Иванович (1919—1957) — лётчик-истребитель, Герой Советского Союза. С 1920 года жил в селе Ильинка.
- Кошуков, Вениамин Борисович (1922—1944) — Герой Советского Союза (1944).
- Путилов, Матвей Мефодиевич (1923—1942) — сержант, командир отделения связи 339-го стрелкового полка 308-й стрелковой дивизии, кавалер ордена Отечественной войны, герой Сталинградской битвы.
- Унжаков, Алексей Филиппович (1923—1994) — Герой Советского Союза (1945).
- Романчук, Иван Сергеевич — ректор ТюмГУ.

## Инфраструктура
Личное подсобное хозяйство с зоной сельскохозяйственного использования, индивидуальная застройка усадебного типа.
Больница. Дом культуры. Ильинская библиотека. Отделение почтовой связи Ильинка 627432. Селезневская СОШ филиал Ильинская СОШ.

## Достопримечательности
Краеведческий музей
Мемориальный комплекс
Могила жертв кулацкого мятежа
Храм в честь пророка Божия Илии

## Транспорт
Действует автостанция Ильинка

## Галерея

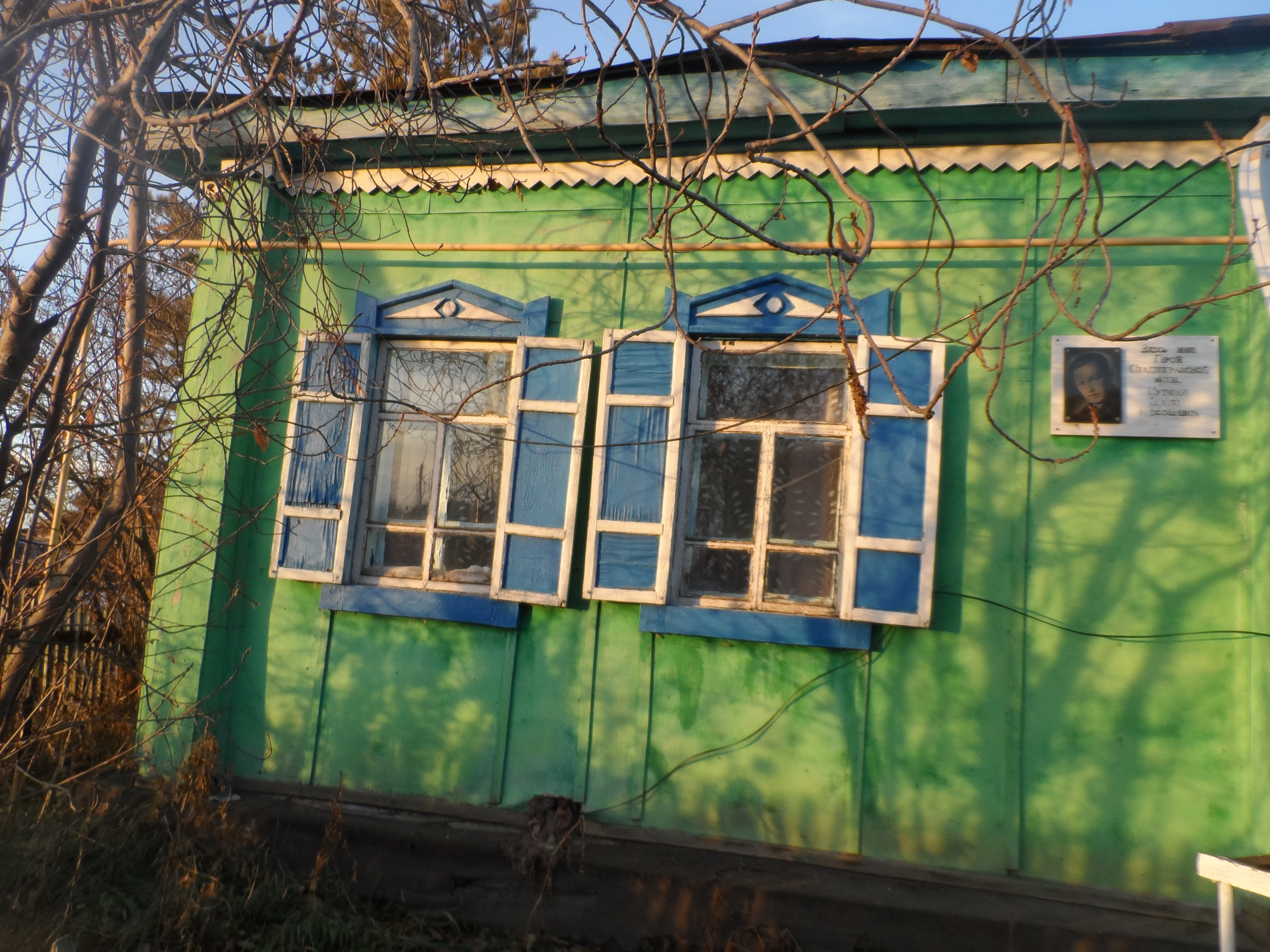
Дом Матвея Мефодиевича Путилова
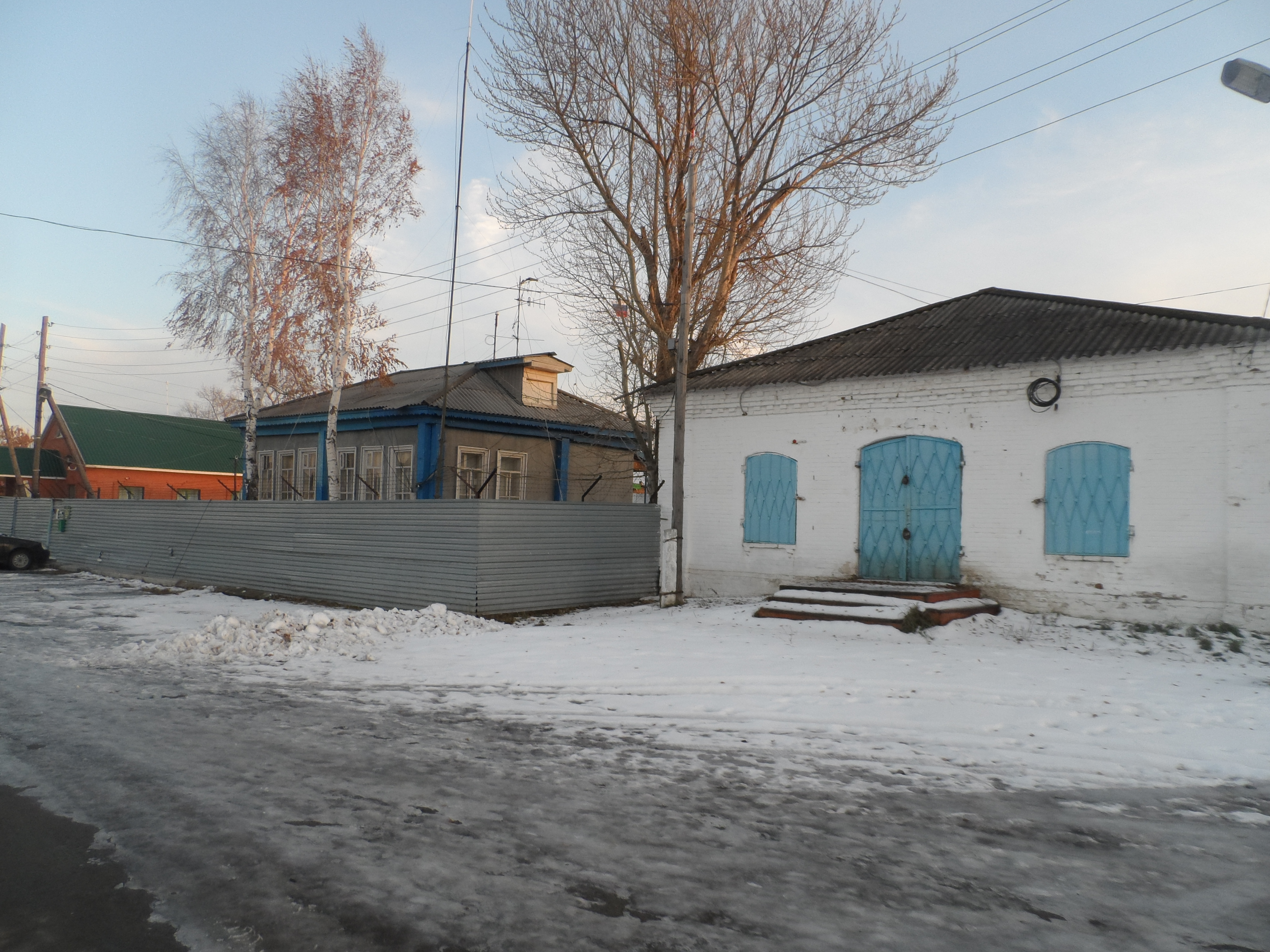
Село Ильинка
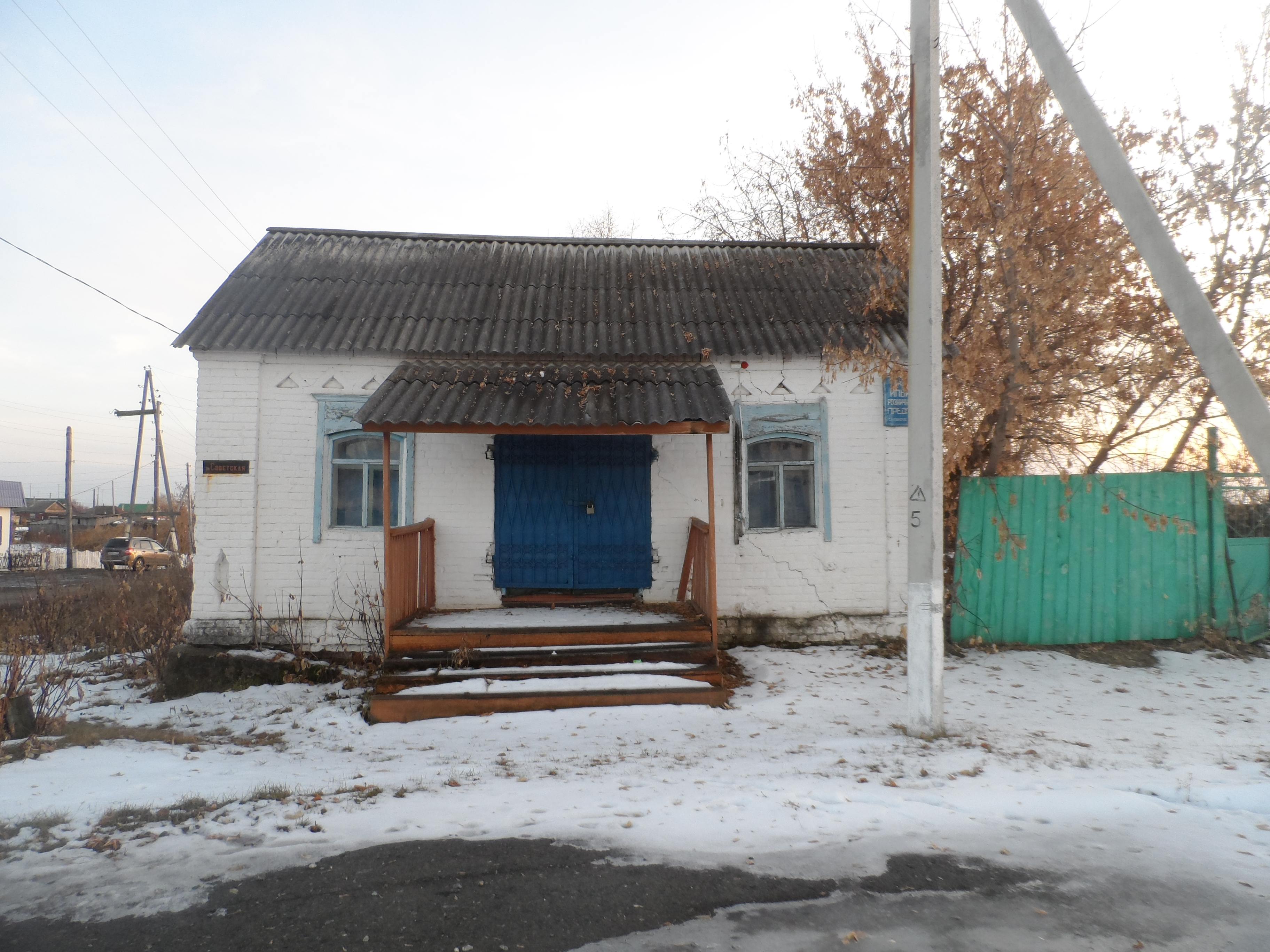
Ильинка- бывший книжный магазин
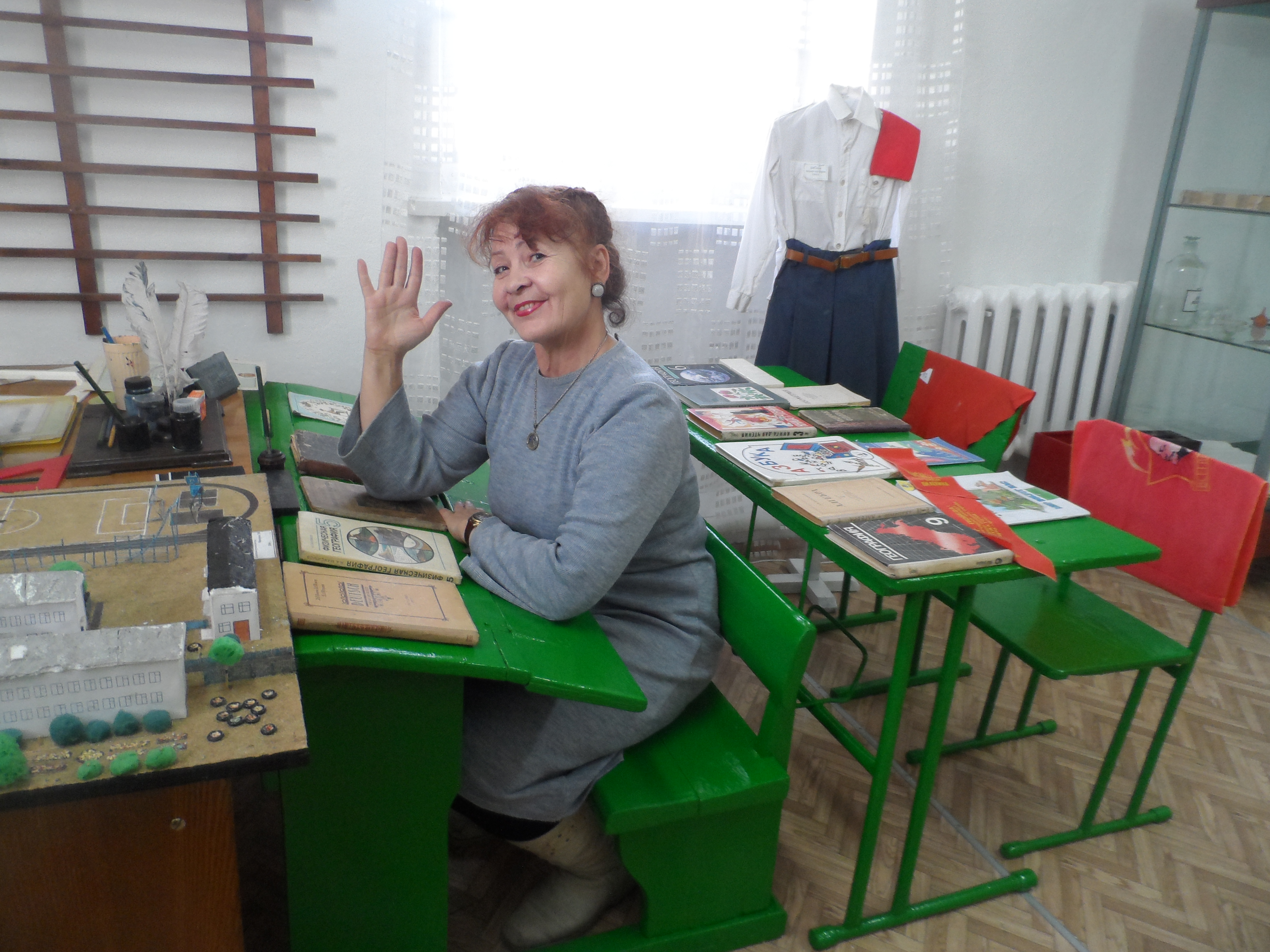
Ильинка, в Краеведческом музее
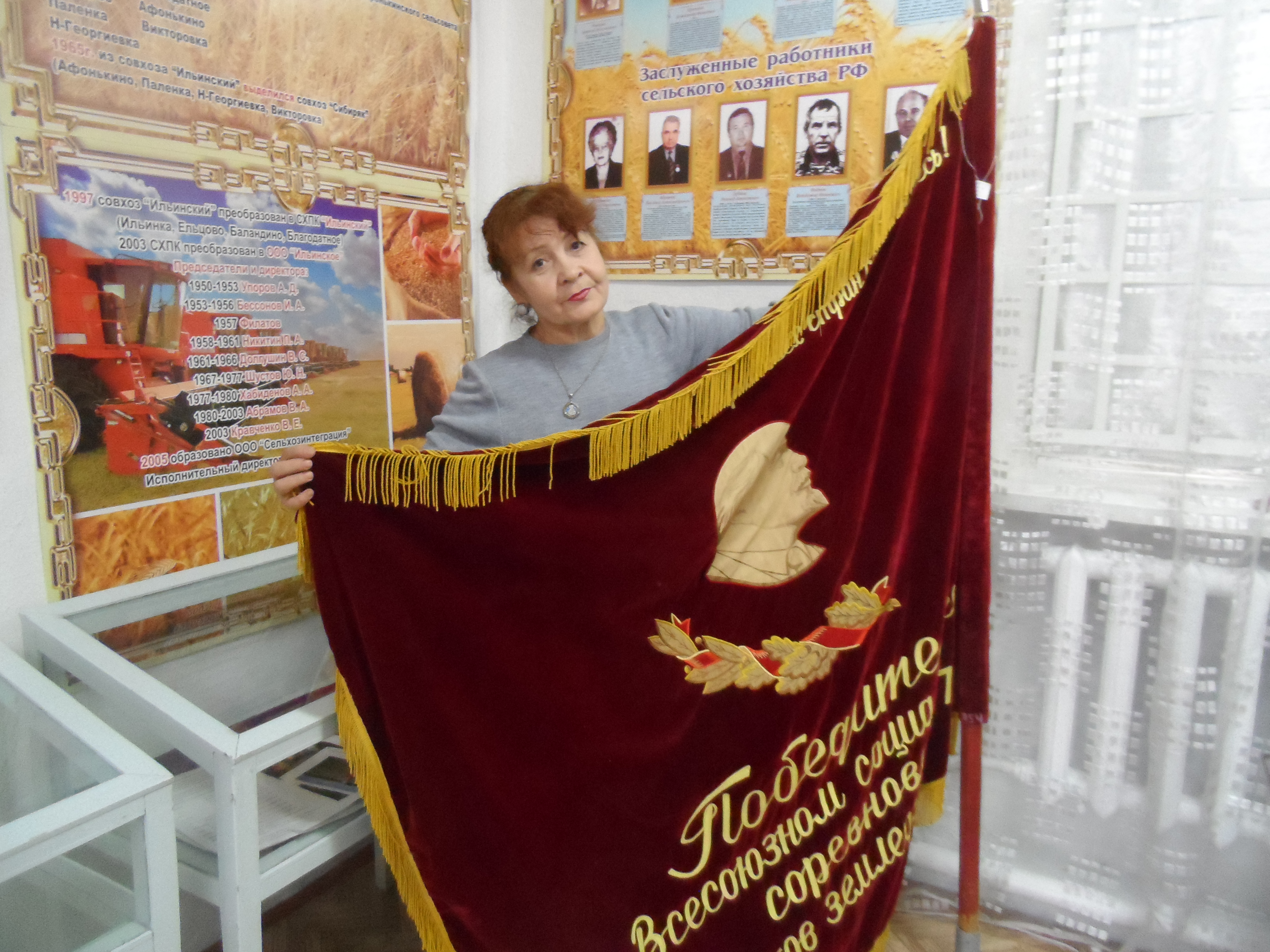
Ильинка, в Краеведческом музее
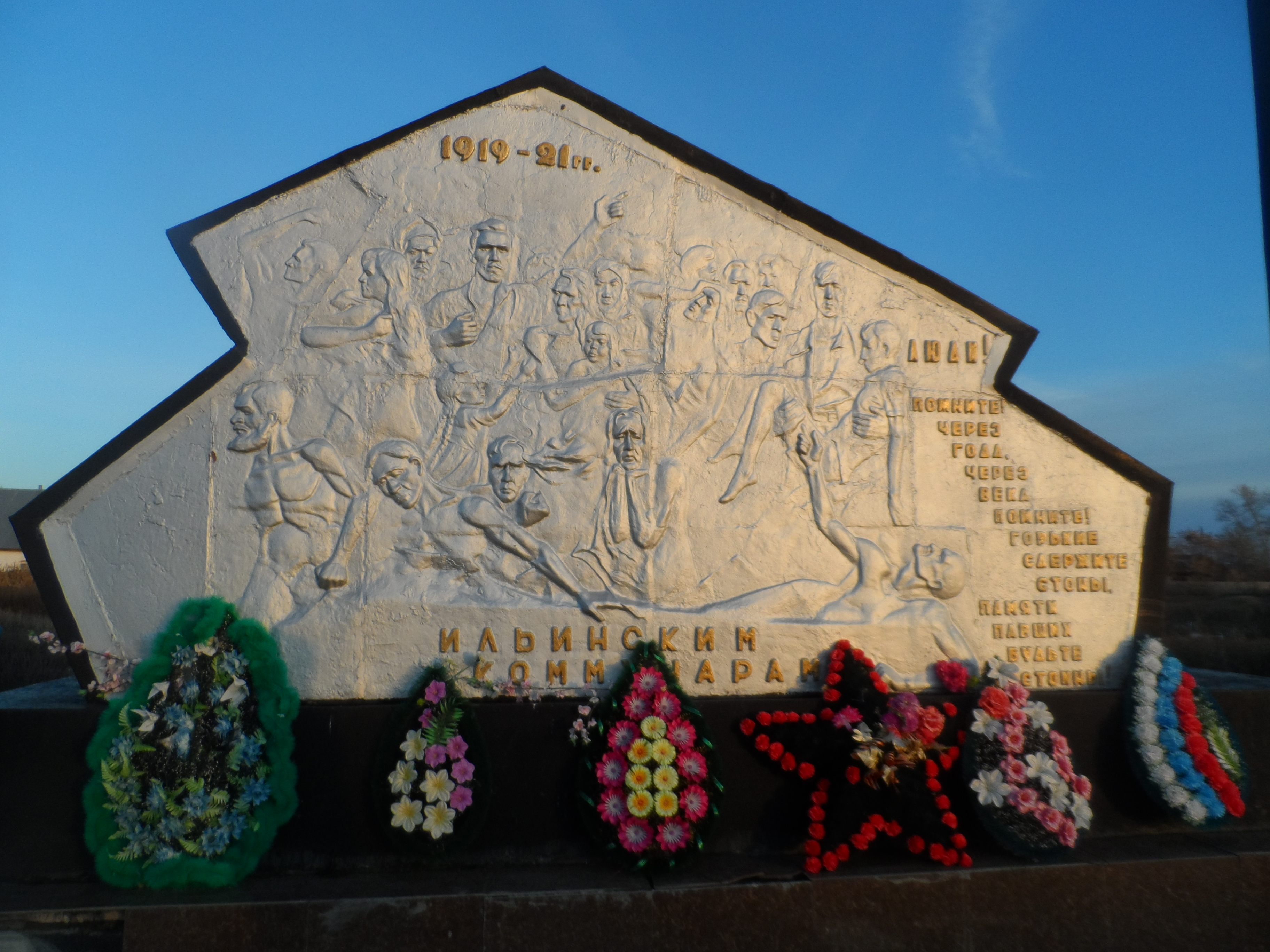
Ильинка, мемориальный комплекс
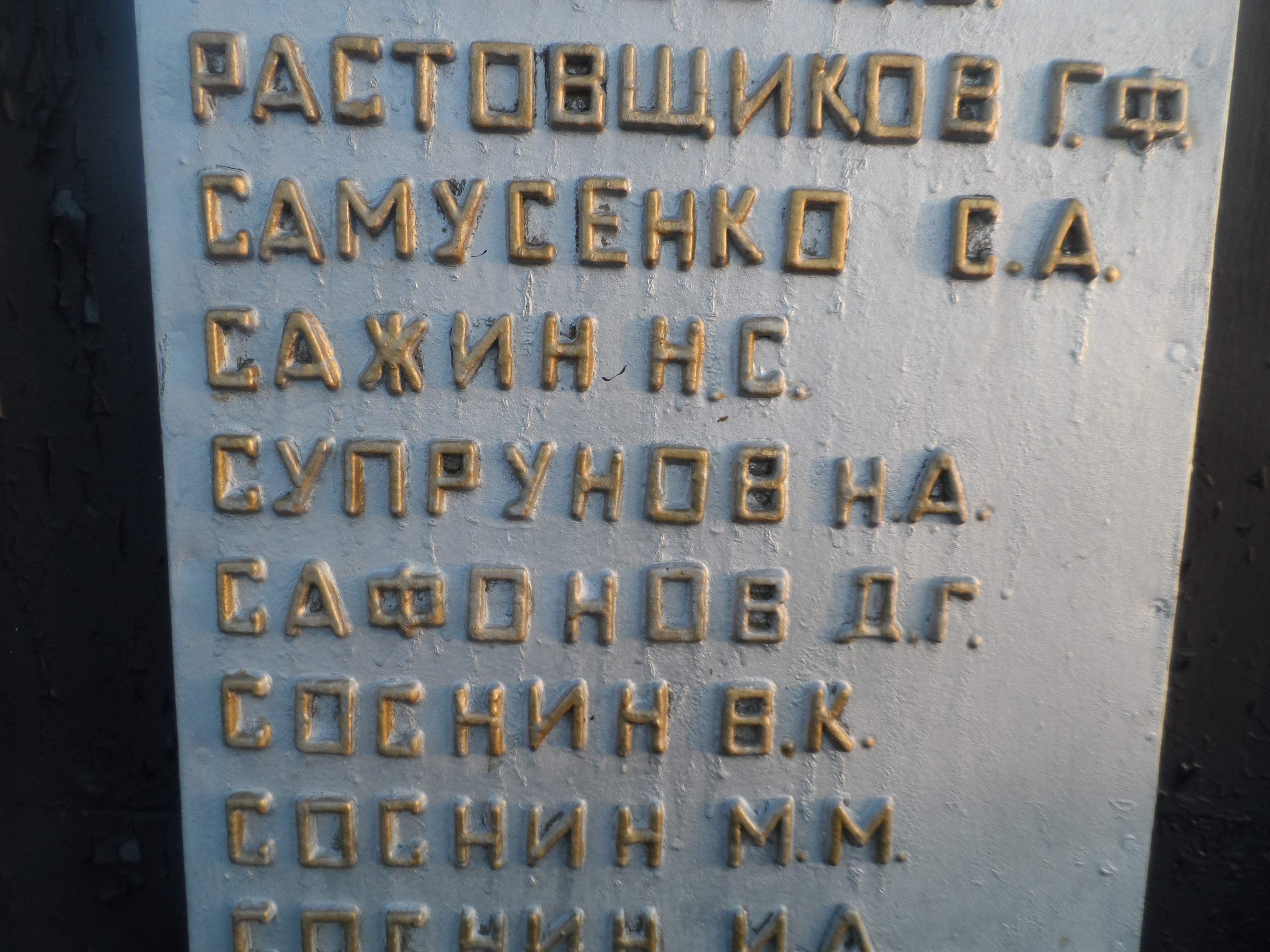
Ильинка, мемориальный комплекс
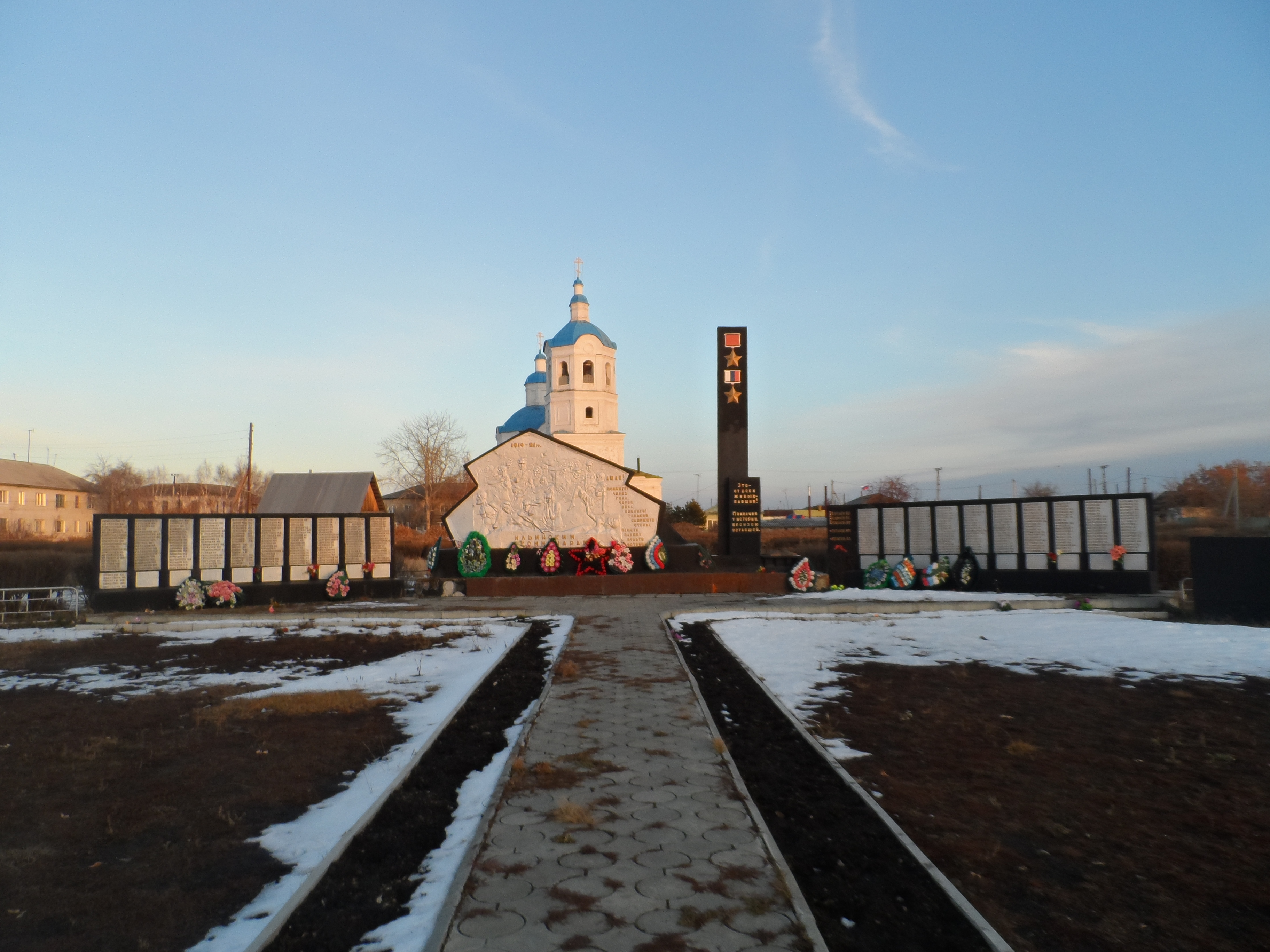
Ильинка, мемориальный комплекс
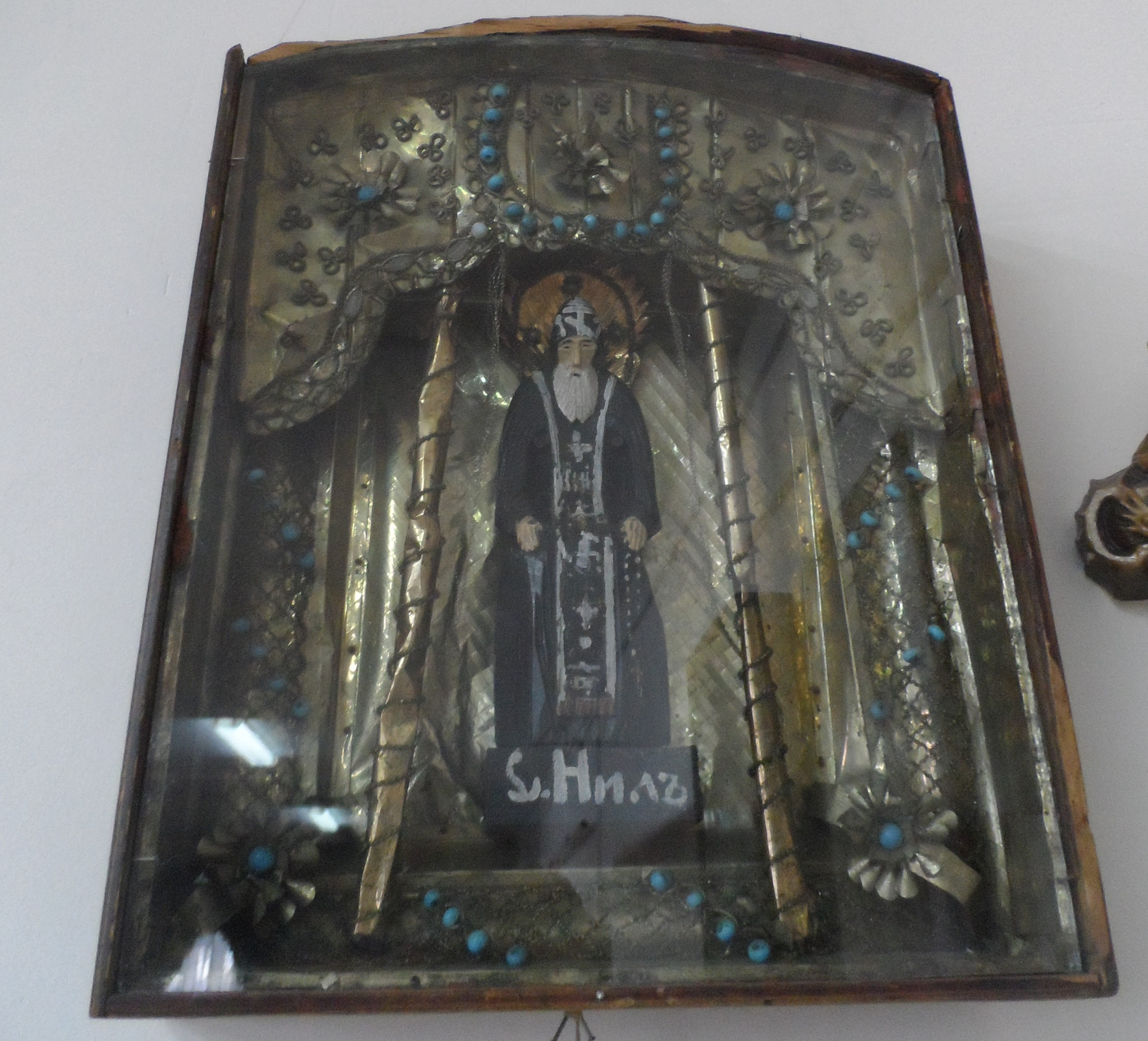
Ильинка- в Краеведческом музее
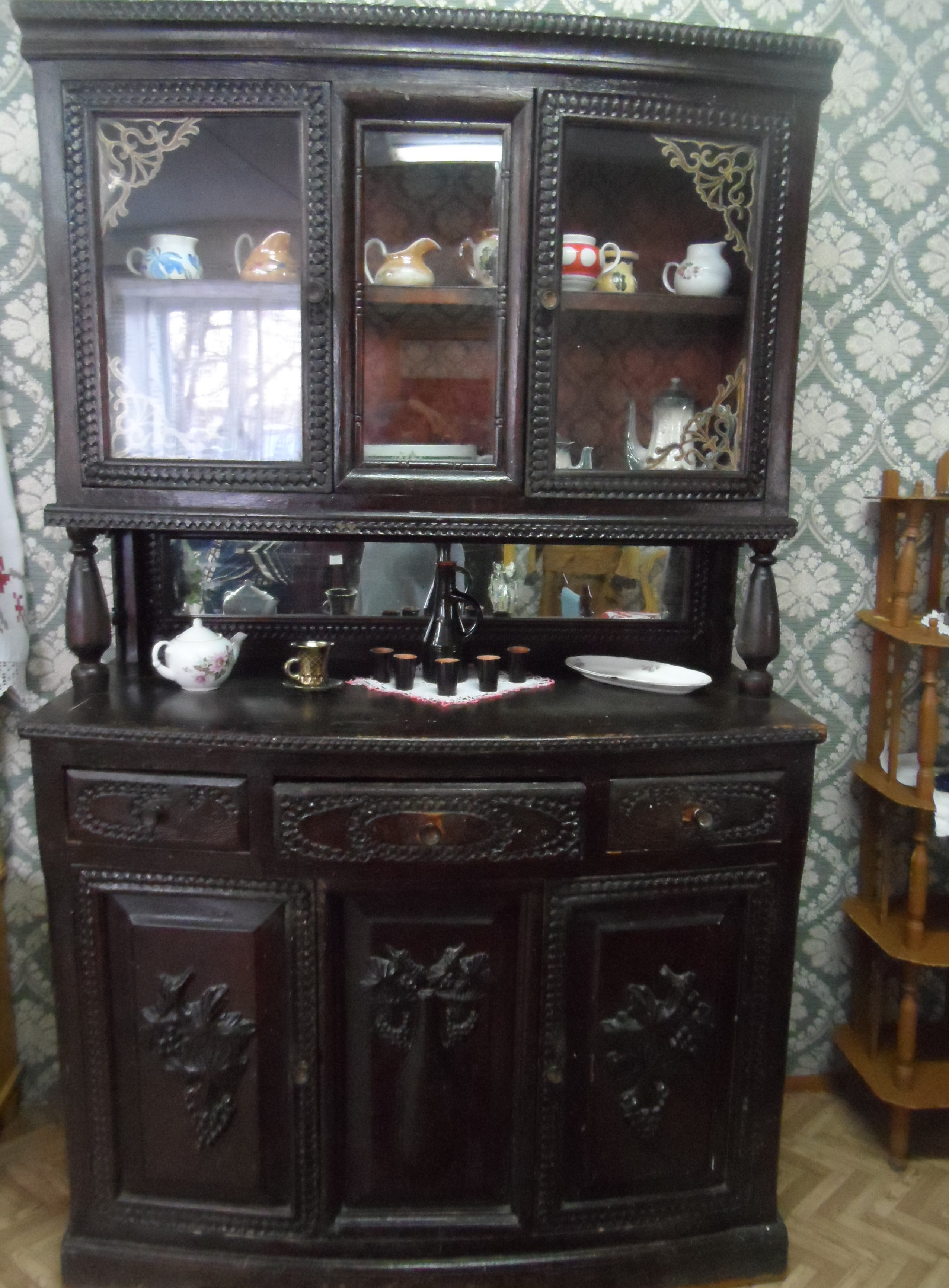
Ильинка- в Краеведческом музее
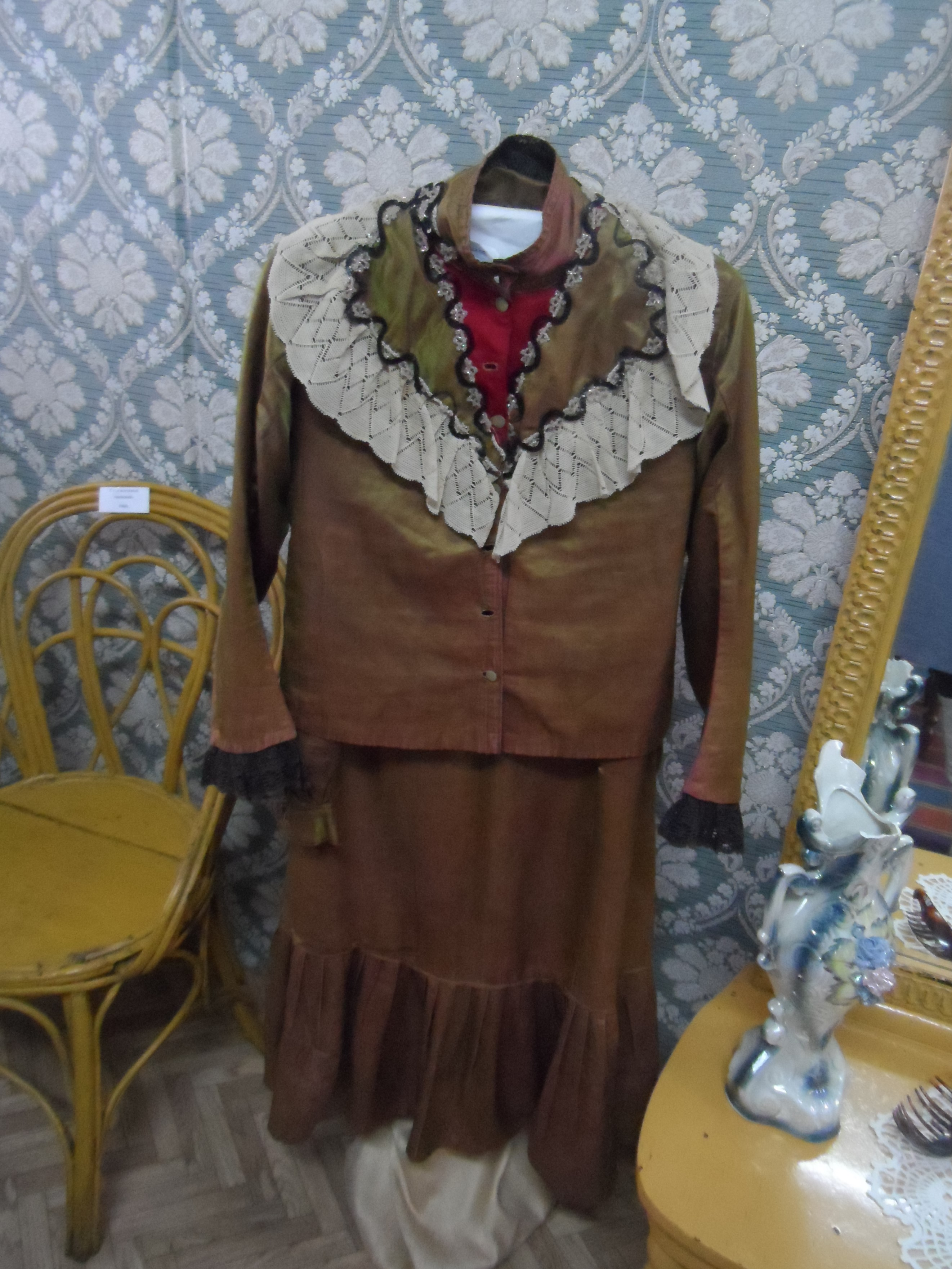
Ильинка- в Краеведческом музее
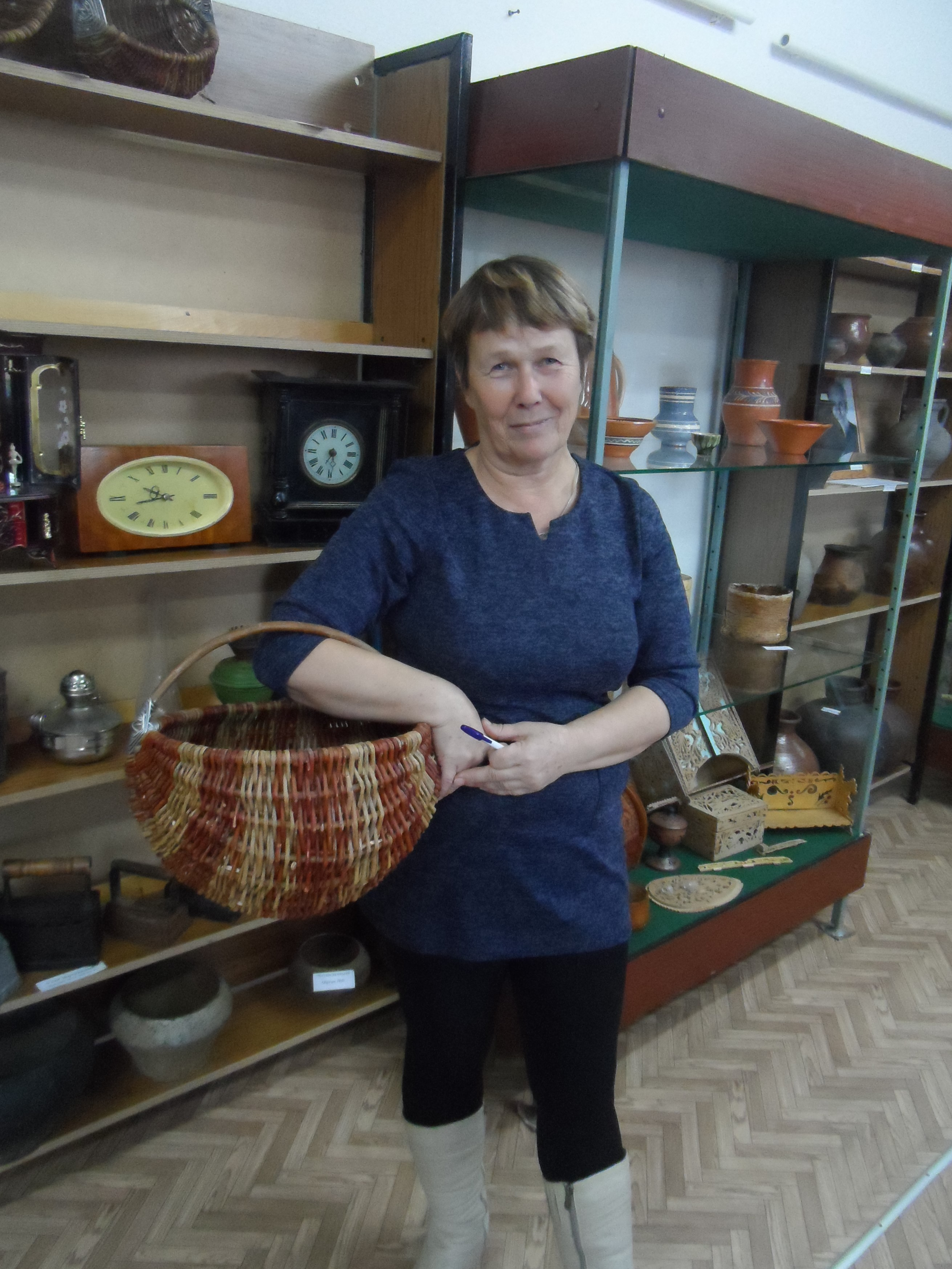
Ильинка- в Краеведческом музее
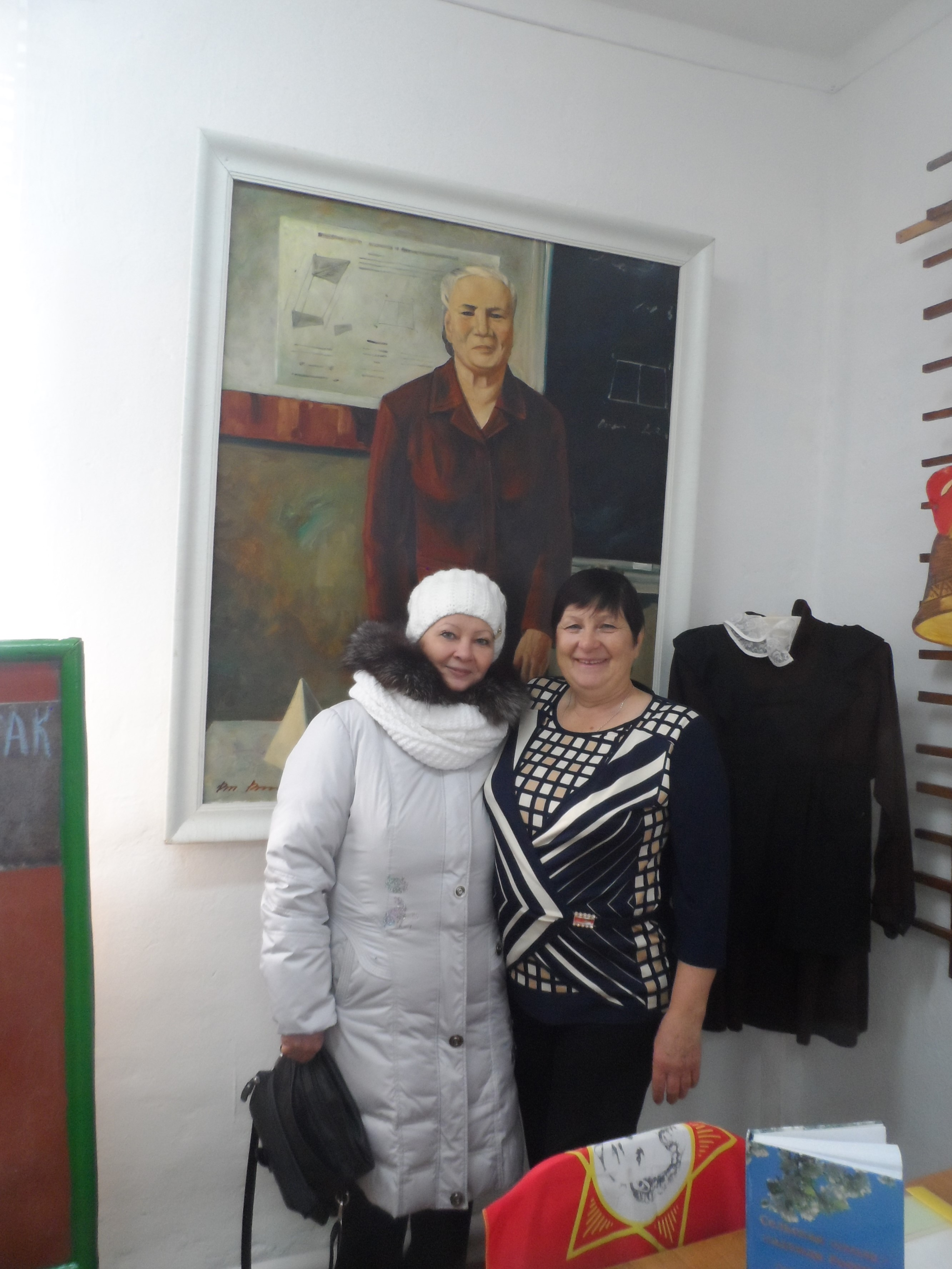
Ильинка- в Краеведческом музее
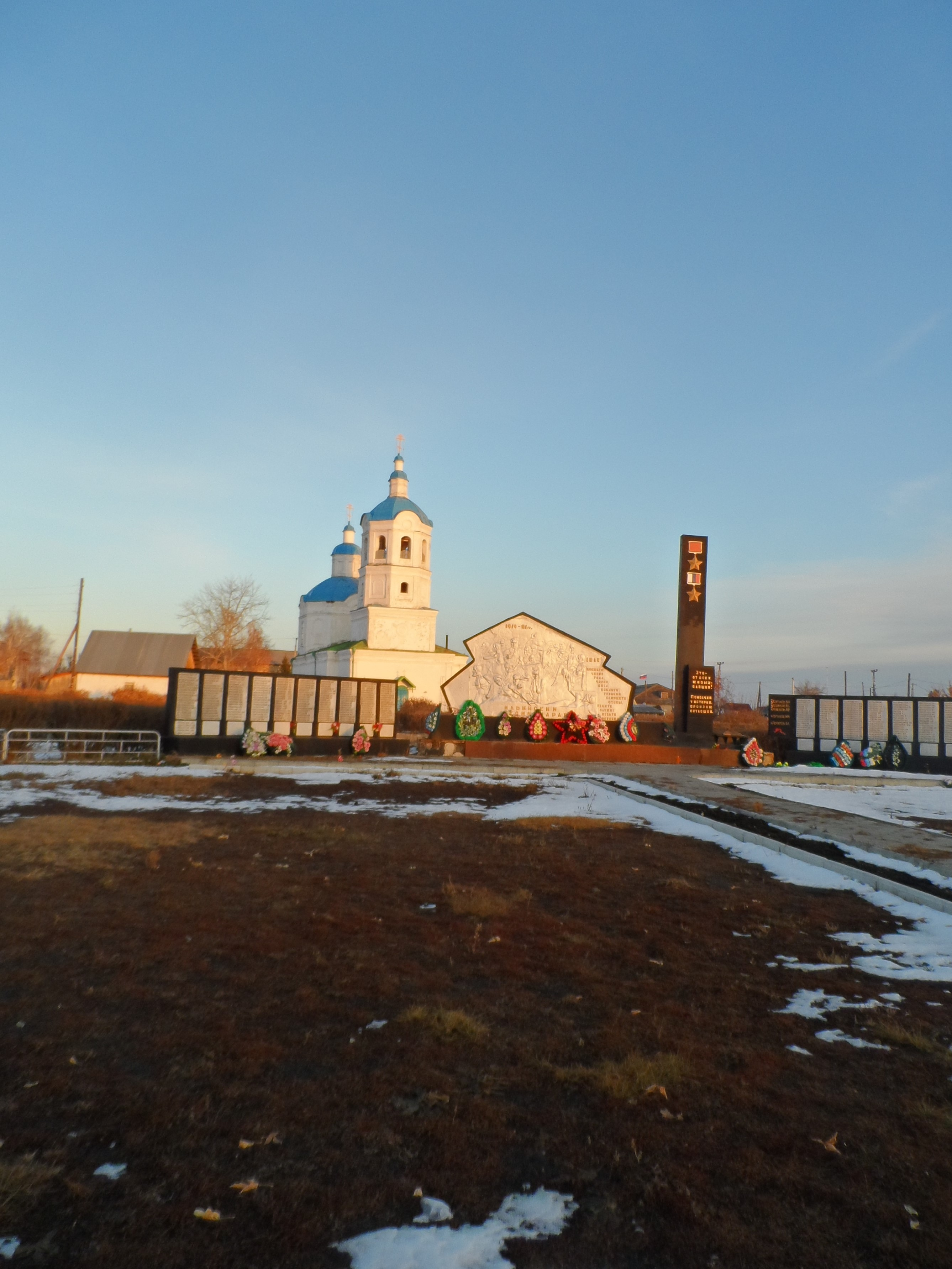
Ильинка, Ильинский храм
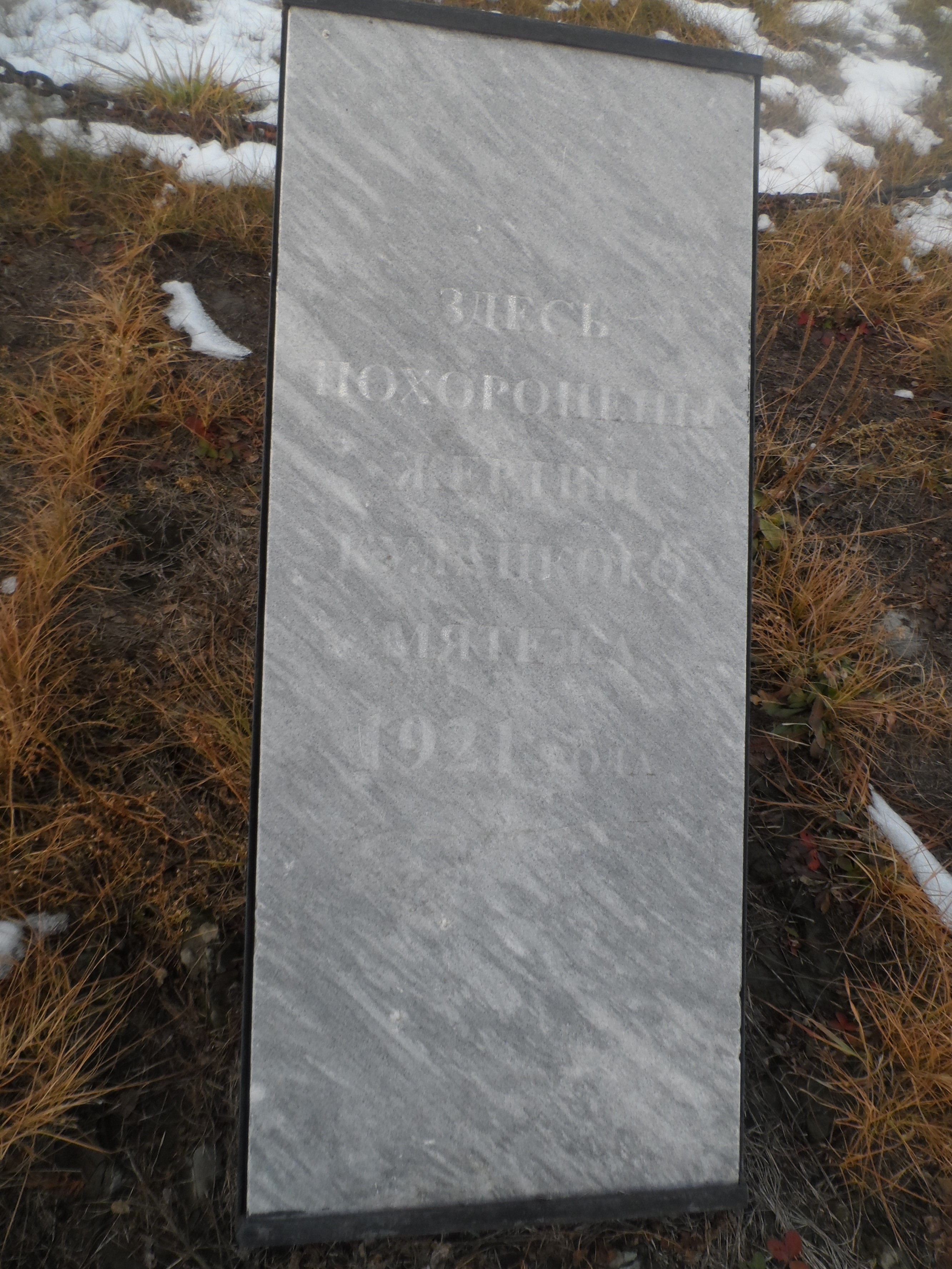
Ильинка, Могила жертв кулацкого мятежа